# Gandaron (Arzúa)
Gandaron (en gallego y oficialmente, O Gandarón) es una aldea española situada en la parroquia de Campo, del municipio de Arzúa, en la provincia de La Coruña, Galicia.

## Demografía
| Gráfica de evolución demográfica de Gandaron entre 2000 y 2018 |
|                                                                |
| Datos según el nomenclátor publicado por el INE.               |